# Vauvre
Vauvre – rzeka we Francji, przepływająca przez tereny departamentów Creuse i Indre, o długości 38,8 km. Stanowi dopływ rzeki Indre.